# هوبير ستيفنز
هوبير ستيفنز (بالإنجليزية: Hubert Stevens)‏ هو متزلج جماعي أمريكي، ولد في 7 مارس 1890 في ليك بلاسيد في الولايات المتحدة، وتوفي بنفس المكان في 26 نوفمبر 1950.

## وصلات خارجية
- هوبير ستيفنز على موقع أوليمبيديا (الإنجليزية)